# Баурджан Момиш-Ули
Баурджан Момиш-Ули (на казахски: Бауыржан Момышұлы) е казахстански съветски офицер, участник във Великата Отечествена война, панфиловец, герой на Съветския съюз и Народен герой на Казахстан, преводач и писател на произведения в жанра военен исторически роман, съвременен роман, детска литература, биография, мемоари и документалистика.

## Биография и творчество
Баурджан Момиш-Ули е роден на 24 декември 1910 г. в Колбастау, Жамбълска област, Руска империя, в обикновено семейство на номади. През 1929 г. завършва 9-класното училище. Работи като учител, секретар на Изпълнителния комитет на Съвета на народните депутати в региона, началник на окръжната полиция, инструктор на градския военен комисариат на Алмати на Казахската ССР и прокурор на областта.
През ноември 1932 г. е привлечен в Работническата и селска Червена армия. Завършва едногодишно обучение в 14-и планински пехотен полк на 3-та туркестанска стрелкова дивизия в Централноазиатския военен окръг през септември 1935 г. и служи като командир на взвод в този полк, след което е приведен в резерва. От 1935 г. работи като старши консултант в Казахстанското бюро на Промишлена банка.
През март 1936 г. е мобилизиран в Червената армия и служи в Далечния Изток, където служи като командир на взвод от противотанковата батарея, помощник-командир и командир на батарея, и командир на артилерийската дивизия, под командването на маршал Василий Блюхер. През юли-август 1938 г. участва в битки с японската Квантунска армия край езерото Хасан като командир на артилерийска батарея.
През февруари 1940 г. е преместен в специалния военен окръг в Киев, където от април служи като помощник началник на щаба на 406-и пехотен полк на 24-та пехотна дивизия. Участва в присъединяването на Бесарабия към СССР. През януари 1941 г. отново е преместен в Централноазиатския военен окръг и е назначен за старши инструктор по невоенното обучение на Републиканския военен комисариат на Казахската ССР.
Когато след началото на Втората световна война, 316-а пехотна дивизия започва да се формира в окръга под командването на генерал-майор И. В. Панфилов, в края на юни като старши лейтенант е назначен за командир на батальона в 1073-ти Талгарски пехотен полк. След завършването на формацията в Алма-Ата в края на август той заминава с дивизията на фронта. През септември 1941 г. е прехвърлен в 52-ра отделна армия с дивизия и изгражда отбранителна линия близо до Малая Вишера. От 1942 г. е член на Комунистическата партия на Съветския съюз.
След катастрофалното начало на битката за Москва, на 5 октомври 316-а пехотна дивизия е вдигната от тревога и спешно е прехвърлена към Волоколамск, където на 10 октомври започват да пристигат първите ѝ ешелони. Като част от 16-а армия на Западния фронт, 316-а пехотна дивизия стабилно поддържа отбраната, влизайки в историята под името панфиловци. По време на отбраната на Москва участва в 27 битки. За безпрецедентния и масов героизъм на личния състав, със заповед на Народния комисар на отбраната на СССР от 8 ноември 1941 г., дивизията получава титлата „гвардейска“ и е наречена 8-а гвардейска стрелкова дивизия, а 1073-ти стрелкови полк, в който се сражава Баурджан Момиш-Ули, става 19-и Гвардейски стрелкови полк.
По време на втората генерална офанзива на Вермахта срещу Москва от 16 до 18 ноември 1941 г., батальонът му, героично изолиран от дивизията, се сражава на магистралата за Волоколамск край село Матрьонино. Умелото му ръководство позволява германците да бъдат задържани на тази линия за 3 дни. След това старши лейтенант Момиш-Ули извежда батальона от обкръжението, готов за бой. Проявеният героизъм в тази битка е описан в историческия роман на Александър Бек „Волоколамското шосе“.
В края на ноември е назначен за командир на полка. В периода 26 – 30 ноември 1941 г. полкът води упорити битки в продължение на четири дни, като успешно отблъсква атаките. В битка на 5 декември 1941 г. е ранен, но не напуска бойното поле. По време на битката край село Дубровка е ранен отново.
В сраженията за гарата и село Крюково, полкът е води упорити битки от 31 ноември до 7 декември 1941 г. На 5 декември 1941 г. в тези битки получава нова рана, но продължава да командва полка до 7 декември. От декември 1941 г. служи като заместник-командир на 1075-и стрелкови полк, през февруари 1942 г. отново е назначен за командир на 19-и гвардейски стрелкови полк. Участва в контраофанзива край Москва. През януари 1942 г. 8-а гвардейска стрелкова дивизия е прехвърлена в 3-та ударна армия на Северо-Западния фронт, където се сражава с дивизията СС „Мъртва глава“ по време на Демянската операция, защитавайки предния сектор в близост до град Холм. През 1943 г. получава званието полковник.
През ноември 1943 г. заболява и е изпратен в болницата, като след лечението му е даден отпуск, а през май 1944 г. е изпратен да учи. През декември 1944 г. завършва курсове за повишаване на квалификацията на офицерите във Висшата военна академия.
През януари 1945 г. той пристига на 2-ри Балтийски фронт и е назначен за заместник-командир на 9-а гвардейска стрелкова дивизия във 2-ри гвардейски стрелкови корпус на 6-а гвардейска армия. От 28 януари 1945 г. до края на войната служи като командир на 9-а гвардейска стрелкова дивизия.
След войната продължава да командва дивизията, която от август 1945 г. е разположена в Балтийския военен окръг. През януари 1946 г. е изпратен във Военната академия, която завършва през 1948 г. От ноември 1948 г. е заместник-командир на 49-а отделна стрелкова бригада. От ноември 1950 г. е старши преподавател в катедрата по обща тактика и оперативно изкуство на Военната академия по логистика и снабдяване на съветската армия. През декември 1955 г. с чин полковник е преместен в резерва.
Завръща се в Алмати и се посвещава на писателската си кариера. Започва да пише още по време на военната си служба, като първите му приказки за Втората световна война са добре приети от критиците. Най-известното му литературно произведение е романът „Зад нас е Москва“, който е тематично продължение на „Волоколамското шосе“ на Александър Бек. През 1967 г. романът е екранизиран в едноименния филм. Със своето творчество той се утвърждава като най-добрия военен писател на Казахстан.
С течение на времето, освен военна проза, започва да пише и за съвременници, повдигайки остри морални въпроси. Пише разкази и романи за деца. Работи на руски и казахски език. Освен проза, той публикува много статии, работи в областта на литературната критика, пътеписни есета.
Прави многобройни преводи на руски език на творбите на Какимджан Казибаев, Кемел Токаев, Болат Бодаубаев, Куандик Машхур-Жусупов, Мади Аимбетов, и на други казахски писатели. Прави преводи от уйгурски език на руски език на творбите на Шаим Шаваев, и др.
Баурджан Момиш-Ули умира на 10 юни 1982 г. в Алмати.

## Произведения
- История одной ночи: Записки офицера (1954)
- Наша семья: Автобиографический роман (1956) – държавна награда на Казахска ССР през 1976 г.
- За нами Москва: Записки офицера (1960)
Зад нас е Москва: Спомени, изд.: „Държавно военно издателство“ (1965), прев. Николай Малчев
- Фронтовые встречи: Записки офицера (1962)
- Генерал Панфилов (1963.
- Наш генерал (1966)
- Кубинские встречи (1969)
- Я помню их: Рассказы (1971)
- Добрые мосты: Рассказы (1972)
- Раскаленные камни: Рассказы (1974)
- Прозрачные льдины: Повести (1976)
- Тихие голоса: Повесть и рассказы (1978)
- Мужество: Рассказы (1981)
- Когда ты рядом: Роман (1983)
- Я еще ребенок: Повести и рассказы (1984)

посмъртно
- Что увидишь в гнезде... (1988) – разказ
- Дети-великаны: Повести, рассказы (1988)
- Психология войны: книга-хроника. В двух частях (1990)

### Екранизации
- 1967 За нами Москва